# Grande gerbille d'Aden
Gerbillus poecilops
Espèce
Statut de conservation UICN

 LC  : Préoccupation mineure
La Grande gerbille d'Aden (Gerbillus poecilops ou Gerbillus (Hendecapleura) poecilops) est une espèce qui fait partie des rongeurs. C'est une gerbille de la famille des Muridés, originaire d'Arabie saoudite et du Yémen.